# Acidente na rodovia Waldir Canevari em 2025
O acidente na rodovia Waldir Canevari ocorreu na noite do dia 20 de fevereiro de 2025, envolvendo um ônibus que transportava estudantes da Universidade de Franca (Unifran) e uma carreta. A colisão aconteceu na rodovia Waldir Canevari (SP-355/330), entre os municípios de Nuporanga e São José da Bela Vista, na Região Metropolitana de Ribeirão Preto, São Paulo, resultando na morte de 12 pessoas e outras 19 feridas.
O ônibus, que transportava 29 passageiros além do motorista, partiu de Franca com destino a São Joaquim da Barra. Já a carreta, conduzida por um único motorista, saiu de Onda Verde, São Paulo, rumo a Itaú de Minas, Minas Gerais. Este é o segundo acidente envolvendo a universidade, sendo o primeiro registrado em 8 de maio de 2002. A Polícia Civil segue investigando as circunstâncias da colisão.

## Antecedentes
O ônibus envolvido no acidente, conduzido por Eduardo Henrique Justino, pertence à empresa G Ramos Transportes e transportava 29 estudantes universitários da Universidade de Franca (Unifran), além do motorista. O destino era São Joaquim da Barra, onde os passageiros residiam. A carreta, conduzido por Evandro Rogério Leite, pertence à J4 Transportes Rodoviários, e seguia de Onda Verde, São Paulo, para Itaú de Minas, Minas Gerais.
A rota escolhida pelo ônibus passava pela Rodovia Waldir Canevari (SP-355/330), utilizada como alternativa à Rodovia Prefeito Fábio Talarico (SP-435), interditada desde novembro de 2024 para obras em uma ponte.
A interdição ocorreu no quilômetro 63,3 da Rodovia Prefeito Fábio Talarico, onde uma trinca em um dos pilares da ponte sobre o rio Salgado foi identificada, comprometendo a estrutura. O Departamento de Estradas de Rodagem (DER) explicou que o problema surgiu devido ao deslocamento de um talude na região, tornando necessária uma intervenção emergencial. O órgão indicou um trajeto alternativo para os motoristas que seguiam em direção a São Joaquim da Barra e Morro Agudo.
O DER informou que estava finalizando o projeto executivo para a obra na ponte, com previsão de abertura da licitação em março e início das intervenções logo em seguida, com um prazo estimado de conclusão entre quatro e seis meses.
A Agência de Transporte do Estado de São Paulo (Artesp) confirmou que o ônibus operava regularmente e estava com a vistoria em dia.

### Acidente de 2002
Em 8 de maio de 2002, um acidente envolvendo estudantes da mesma universidade resultou na morte de 19 alunos e do motorista. O ônibus, que transportava 43 alunos da universidade, e viajava de Franca para Sacramento, Minas Gerais, saiu da pista e caiu em uma ribanceira de 25 metros na Rodovia Cândido Portinari, na altura de Rifaina, a aproximadamente 469 km da capital paulista. O trecho onde ocorreu a tragédia era conhecido por sua alta periculosidade. Relatos da época indicaram que o veículo perdeu o controle dos freios ao descer a serra, resultando no desastre. Outros 22 passageiros ficaram feridos.
O acidente mais recente marca o segundo evento trágico envolvendo estudantes da mesma universidade em pouco mais de duas décadas.

## O acidente
Por volta das 23h (GMT-3) do dia 20 de fevereiro de 2025, um ônibus que transportava estudantes da Universidade de Franca colidiu com uma carreta na Região Metropolitana de Ribeirão Preto, entre os municípios de Nuporanga e São José da Bela Vista, no estado de São Paulo, com uma distância de cerca de 70 km.O acidente resultou na morte de 12 estudantes e deixou outros 19 feridos. Os motoristas dos dois veículos, identificados como Eduardo Henrique Justino e Evandro Rogério Leite, tiveram ferimentos leves. O impacto causou a destruição parcial da lateral do ônibus, espalhando destroços pela pista.

## Testemunhas e resgate
O Corpo de Bombeiros, em conjunto com a Polícia Rodoviária, Polícia Militar e Defesa Civil, foi acionado por volta das 22h55(GMT-3) para realizar o resgate das vítimas, concluindo os trabalhos por volta das 4h (GMT-3) do dia 21 de fevereiro, que durou por quase toda a madrugada. Testemunhas registraram imagens do momento, mostrando socorristas retirando macas das ambulâncias, enquanto passageiros, ainda desorientados, circulavam pelo local e tentavam ajudar na retirada de colegas pelas janelas do ônibus.
As vítimas foram encaminhadas para hospitais da região, incluindo a Santa Casa de São Joaquim da Barra e o Hospital São Geraldo, em Nuporanga, conforme informado pela Defesa Civil. Um dos feridos, com traumatismo craniano, foi transferido para a Santa Casa de Franca. Alguns pacientes receberam alta na manhã do dia 21, enquanto outros permaneceram internados, mas sem risco de morte.
Os motoristas dos veículos envolvidos sofreram apenas ferimentos leves. O condutor da carreta recebeu alta ainda na mesma semana, sendo preso por suspeita de ter provocado o acidente. A rodovia foi liberada por volta das 6h (GMT-3) do dia seguinte, após a remoção dos destroços e a limpeza da pista com o auxílio de um caminhão-pipa.
Os corpos das vítimas foram levados ao Instituto Médico Legal (IML) de São Joaquim da Barra, onde passaram por exames com o apoio de peritos de Franca e Ribeirão Preto antes de serem liberados para os velórios.

## Vítimas
As 12 vítimas fatais do acidente foram identificadas como:
- Caio Felizardo da Silva: 26 anos; estudante de psicologia.[11][9]
- Flávia Mendes dos Santos: 24 anos; estudante de química.[11][9]
- Hugo dos Santos Aliberte Dias: 19 anos; estudante de análise de sistemas.[11][9]
- João Pedro de Oliveira dos Reis: 19 anos; estudante de arquitetura.[11][9]
- Juliana Neves Hespanhol: 20 anos; estudante de administração.[11][9]
- Otávio Costa Oliveira: 18 anos; estudante de ciência da computação.[11][12][9]
- Lívia Tavares Luiz: 18 anos; estudante de enfermagem.[11][9]
- Mariana Anastácio de Oliveira: 24 anos; estudante de biomedicina.[11][5]
- Matheus Jesus Eugênio dos Santos: 19 anos; estudante de engenharia elétrica.[11][9]
- Pedro Henrique Souza Saraiva: 17 anos; estudante de computação.[11][9]
- Raquel Laila Caldeira: 21 anos; estudante de administração.[11][5]
- Vinicius Nascimento dos Santos: 18 anos; estudante de administração.[11][9]

## Investigações
Após o acidente, o motorista da carreta, Evandro Rogério Leite, tentou se esconder em uma área de vegetação próxima à rodovia, temendo ser linchado. Segundo Marcos Coltri, advogado da J4 Transportes Rodoviários, empresa proprietária da carreta, o motorista relatou que, ao deixar o veículo, foi cercado por algumas pessoas que o ameaçaram. Com medo pela própria segurança, ele correu para um canavial e tentou entrar em contato com a polícia. O advogado afirmou que a atitude do motorista não configurou fuga, mas uma medida de proteção diante da situação:
“Não houve fuga. O motorista, temendo por sua integridade física e estando sozinho no momento, não teve outra alternativa senão adentrar o canavial até que a ajuda chegasse para que pudesse se apresentar com segurança.”
O motorista da carreta teve a prisão em flagrante decretada por suspeita de omissão de socorro, tentativa de fuga, homicídio culposo e lesão corporal culposa. Foi levado a uma unidade de saúde em Franca sob escolta policial e permaneceu internado até receber alta. Segundo a polícia, um teste do bafômetro foi realizado e apresentou resultado negativo.
No dia 21 de fevereiro de 2025, após audiência de custódia, a Justiça converteu sua prisão em preventiva. Sua detenção ocorreu no dia 22 do mesmo mês, após a alta hospitalar, sendo encaminhado à cadeia pública de Santa Rosa de Viterbo no interior de São Paulo.
O motorista do ônibus, Eduardo Henrique de Andrade Justino, declarou às autoridades que tentou desviar da carreta, que estaria invadindo a faixa contrária, mas não conseguiu evitar a colisão. Ele relatou que ouviu gritos dos passageiros presos às ferragens e que, apesar de ficar preso ao volante, conseguiu se soltar e sair do veículo. Segundo seu depoimento, trafegava a aproximadamente 70 km/h no momento do impacto e não havia consumido substâncias proibidas ou bebidas alcoólicas.
Testemunhas que auxiliaram no local relataram à polícia que a carreta transitava de forma irregular antes do acidente. O advogado da J4 Transportes afirmou que o motorista relatou ter perdido o controle do veículo ao sair da pista e, ao tentar retornar, acabou invadindo a faixa contrária, resultando na colisão.
Durante depoimento, o motorista da carreta afirmou que havia percorrido cerca de 200 km antes do acidente, fazendo uma parada para descanso e alimentação. Ele declarou ainda que perdeu o controle do veículo ao passar por um desnível na pista e que trafegava entre 40 e 60 km/h.
O caso segue sob investigação da Delegacia de Nuporanga, com perícias conduzidas pelo Instituto de Criminalística. Laudos técnicos estão em fase de elaboração para determinar as circunstâncias exatas do acidente.

## Velórios e sepultamentos
Em 22 de fevereiro de 2025, foram realizados dois velórios para as vítimas do acidente. Um deles ocorreu no Velório Municipal, reservado aos familiares de uma das vítimas, enquanto outro, no salão do Lions Clube, que foi aberto ao público e reuniu homenagens para 11 vítimas que começaram às  6h (GMT-3).
Os sepultamentos, que aconteceram no Cemitério Municipal, tiveram início às 9h (GMT-3) e foram encerrados às 12h (GMT-3), seguindo a programação da administração local, com cada funeral sendo realizado separadamente, logo nas primeiras horas da manhã.
Matheus Jesus Eugênio, de 19 anos, foi o primeiro a ser enterrado, por volta das 9h (GMT-3). Cerca de uma hora depois, ocorreram as cerimônias de despedida de Raquel Laila Caldeira, Mariana Anastácio de Oliveira e Vinicius Nascimento dos Santos, todos com 18 anos.
Por volta das 11h (GMT-3), foram sepultados João Pedro Oliveira dos Reis, de 19 anos, Caio Felizardo da Silva, de 26 anos, e Pedro Henrique Souza Saraiva, de 17 anos.
As demais vítimas foram enterradas até o meio-dia. Entre elas estavam Lívia Tavares Luiz, de 23 anos, Hugo dos Santos Aliberte Dias, de 19 anos, Juliana Neves Hespanhol, de 20 anos, Otávio Oliveira, de 18 anos, e Flávia Mendes dos Santos, de 24 anos.

## Reações
A Universidade de Franca (Unifran) decretou luto oficial de três dias em homenagem aos estudantes que perderam a vida no acidente e suspendeu as atividades acadêmicas no dia 21 de fevereiro. Em comunicado, a instituição expressou solidariedade às famílias e à comunidade acadêmica:
“É com muita tristeza e pesar que recebemos a notícia que nossos alunos tiveram seus sonhos interrompidos em um trágico acidente nesta madrugada. Em memória e respeito aos alunos, seus familiares, amigos e professores, a quem prestamos nossas condolências e profundo pesar, decretamos luto oficial de três dias, com suspensão das aulas no campus da UNIFRAN na data de hoje (21 de fevereiro). Neste momento, a Universidade está priorizando a acolhida de seus alunos e docentes, assim como dos familiares, conforme chegam as informações e confirmações. A Universidade coloca à disposição suporte e atendimento psicológico para sua comunidade acadêmica e todos aqueles diretamente afetados que necessitarem de apoio nesse momento difícil.”— Universidade de Franca
O governador de São Paulo Tarcísio de Freitas também decretou luto oficial de três dias e manifestou seu pesar pelo ocorrido:
“Amanhecemos com a triste notícia desta tragédia que matou 12 estudantes universitários em um terrível acidente entre um ônibus e um caminhão na rodovia Waldir Canevari, na região de Ribeirão Preto. Estudantes que retornavam da Universidade de Franca e tiveram seus sonhos interrompidos. Vamos acompanhar de perto as investigações sobre as razões que contribuíram para esta tragédia. Meus mais sinceros e profundos sentimentos a familiares e amigos das vítimas.”— Tarcísio de Freitas
O Governo de São Paulo informou que acompanha as investigações sobre as circunstâncias do acidente e que oferecerá apoio às famílias das vítimas.
O prefeito de São Joaquim da Barra – onde as vítimas moravam – Wagner José Schmidt, decretou luto oficial de três dias e a suspensão de todas as atividades esportivas, culturais e educacionais promovidas pelos órgãos públicos municipais durante esse período. A prefeitura do município publicou uma mensagem de condolências nas redes sociais, com a seguinte declaração:
“Com imenso pesar, a Prefeitura de São Joaquim da Barra lamenta o falecimento de 12 estudantes que retornavam de Franca em um ônibus de transporte universitário, o qual se envolveu em um trágico e grave acidente.

O Chefe do Poder Executivo expressa suas sinceras condolências aos familiares, desejando que encontrem amparo e conforto neste momento de profunda dor.
O Prefeito de São Joaquim da Barra, Wagner Schmidt, decretou luto oficial de três dias. Todas as atividades esportivas, culturais e educacionais foram suspensas durante o período.

A Prefeitura de São Joaquim da Barra coloca-se à disposição de todas as famílias e fornecerá todo suporte necessário neste momento de luto.”— Prefeitura de São Joaquim da Barra
O prefeito de Franca – onde está localizado a Universidade de Franca – Alexandre Ferreira (MDB) também expressou suas condolências e desejou força às famílias das vítimas:

“É com muito pesar que recebi a triste notícia da tragédia que resultou no falecimento de 12 universitários, no acidente envolvendo o ônibus que os transportava e um caminhão em um trecho da rodovia Jorge Luís, entre São José da Bela Vista e Nuporanga. Que Deus possa confortar o coração de todos os familiares. Estou orando por todos vocês neste momento.”— Alexandre Ferreira
O Conselho Regional de Enfermagem de São Paulo (Coren-SP) confirmou a morte da estudante Lívia Tavares Luiz, estudante do 3° ano de enfermagem, por meio de uma nota de pesar divulgada nas redes sociais:

“O Coren-SP lamenta o falecimento da estudante de enfermagem Lívia Tavares Luiz, em acidente rodoviário ocorrido na noite do dia 20/2, na região de Franca.

Lívia era estudante do 3° ano do Curso de Enfermagem da Universidade de Franca – UNIFRAN. Na ocasião do acidente, ela retornava da aula em Franca para sua cidade, São Joaquim da Barra.
O Coren-SP lamenta profundamente o falecimento da estudante e espera que as autoridades responsáveis investiguem as causas do acidente e que medidas sejam tomadas para evitar e prevenir outros acidentes como este no futuro.

Deixamos aqui nossas condolências aos familiares, amigos, colegas de curso e professores de Lívia.”— Conselho Regional de Enfermagem de São Paulo
A Atlética Fulminante, da Unifran, também lamentou a morte de Lívia:

“Com imenso pesar, nós da Atlética Fulminante expressamos nossas condolências aos amigos e familiares de Livia Tavares Luiz, vítima do trágico acidente do ônibus universitário que saiu da Universidade de Franca com destino a São Joaquim da Barra.

Que sua memória seja honrada e que todos encontrem força neste momento de dor.”— Atlética Fulminante
A Universidade Federal do Rio Grande lamentou o acidente em nota:

“Com pesar, a FURG lamenta e se solidariza com os familiares, amigos e colegas das vítimas do acidente de ônibus universitário que deixou 12 mortos próximo à cidade de Nuporanga, no interior de São Paulo, na noite desta quinta-feira, 20.

Os estudantes voltavam da Universidade de Franca (Unifran) para São Joaquim da Barra/SP. A colisão aconteceu entre as cidades de Nuporanga e São José da Bela Vista.

A FURG estende sua solidariedade também à Unifran, e se coloca à disposição para auxiliar a instituição, prestando assistência caso necessária.”— Universidade do Rio Grande
A Conferência Nacional dos Bispos do Brasil (CNBB) publicou uma nota de pesar:

“A Presidência da Conferência Nacional dos Bispos do Brasil (CNBB) manifesta profunda tristeza pelo trágico acidente ocorrido na Diocese de Franca, envolvendo um ônibus com estudantes e um caminhão, resultando na perda de preciosas vidas e em ferimentos a outros jovens.

Unimo-nos em oração ao Exmo. Revmo. Dom Paulo Roberto Beloto, bispo diocesano, às famílias enlutadas, aos amigos e comunidade local, pedindo ao Senhor da Vida que conceda o descanso eterno aos que partiram e a recuperação plena aos feridos.
Invocamos a intercessão de São Ivo, padroeiro dos estudantes, para que acolha com misericórdia esses jovens diante de Deus, e confiamos à proteção materna da Imaculada Conceição, padroeira da diocese de Franca, o consolo e a fortaleza dos familiares e amigos.

Neste momento de dor, que a fé na ressurreição e a solidariedade fraterna sejam fonte de esperança para todos.”— Conferência Nacional dos Bispos do Brasil
A Prefeitura de Santa Adélia divulgou uma nota lamentando o acidente nas redes sociais:
A Prefeitura de Santa Adélia expressa seu pesar mais profundo pela tragédia que vitimou 12 estudantes universitários na rodovia Waldir Canevari (SP-355/330), na região de Ribeirão Preto.

Jovens cheios de sonhos e promessas de um futuro brilhante tiveram suas vidas interrompidas de forma abrupta e devastadora. A dor dessa perda é imensurável, deixando um vazio irreparável em suas famílias e amigos.

Neste momento de luto e profunda tristeza, a Prefeitura se solidariza com os familiares e entes queridos das vítimas, desejando força, conforto e união para atravessar essa difícil jornada.— Prefeitura de Santa Adélia
A Prefeitura de Nuporanga também divulgou uma nota de pesar:

“A Prefeitura Municipal de Nuporanga manifesta profundo pesar pelo falecimento dos alunos de São Joaquim da Barra. Neste momento de dor, nos solidarizamos com seus familiares e amigos, desejando força e conforto para enfrentar essa perda irreparável.

Toda a comunidade de Nuporanga se une em solidariedade, expressando nossos mais sinceros sentimentos.”— Prefeitura de Nuporanga
A deputada estadual de São Paulo Delegada Graciela (PL) publicou uma nota de pesar em suas redes sociais com o seguinte texto:
“Infelizmente, começamos o dia com esta terrível notícia que abalou toda a região de Franca. Um acidente com ônibus de estudantes da Unifran, entre São José da Bela Vista e Nuporanga, deixou 12 mortos. Os estudantes retornavam de Franca para São Joaquim da Barra após mais um dia de aula.

Estou impactada com essa tragédia. Meus mais profundos sentimentos aos familiares e amigos das vítimas. Desejo do fundo do meu coração que Deus possa confortar a todos.”— Delegada Graciela
Durante a sessão da Assembleia Legislativa de São Paulo no dia 21 de fevereiro, o deputado estadual de São Paulo Guilherme Cortez (PSOL), que presidia os trabalhos, solicitou um minuto de silêncio em homenagem às vítimas do acidente e destacou a urgência de medidas para prevenir novas tragédias:
“Acordar com a notícia do acidente que tirou a vida de 12 estudantes da Unifran que voltavam de ônibus para São Joaquim da Barra é desolador. Nenhum jovem deveria ter seus sonhos interrompidos. Nenhuma mãe ou pai deveria chorar a perda de um filho. Meu coração está com seus familiares e amigos, assim como aqueles que estão feridos, a quem desejo uma pronta recuperação. Precisamos urgentemente de segurança nas nossas estradas.”— Guilherme Cortez
A Câmara Municipal de Franca publicou uma nota de pesar em seu site, manifestando solidariedade às vítimas e seus familiares:
“A Câmara Municipal de Franca, representada pelo presidente vereador Daniel Bassi (PSD) e demais vereadores, externa os mais elevados sentimentos de pesar pelos falecimentos dos estudantes no acidente envolvendo ônibus e um caminhão em trecho da rodovia Jorge Luís, entre São José da Bela Vista e Nuporanga.

A batida aconteceu quando os estudantes voltavam da Unifran (Universidade de Franca) para São Joaquim da Barra. O ônibus foi atingido por uma carreta caçamba que saiu de Barretos e seguia para Itaú de Minas (MG). As causas do acidente serão investigadas.
Neste momento de dor e saudade, expressamos as nossas mais sinceras condolências às famílias enlutadas, rogando a Deus que console os corações que sofrem com as partidas.

Que a paz e a força da fé os acompanhem e que as lembranças dos momentos compartilhados possam trazer algum alívio nesse momento difícil.”— Câmara Municipal de Franca
A solidariedade também foi manifestada pela Atlética Acadêmica Lázaro Puglia, do curso de veterinária da Unifran, e pela Atlética de Arquitetura e Urbanismo da universidade, que prestaram apoio às famílias e à comunidade acadêmica.
A Liga das Atléticas Unificada da Estácio Ribeirão Preto expressou suas condolências aos familiares e amigos das vítimas:
“A dor que atinge um, atinge a todos nós. A união universitária nos lembra que, independentemente da instituição que representamos, somos parte de um mesmo propósito: o conhecimento, a amizade e o apoio mútuo.”— Liga das Atléticas Unificada da Estácio Ribeirão Preto
A G Ramos Transportes, responsável pelo ônibus envolvido no acidente, declarou que, logo após o ocorrido, seus representantes se dirigiram ao local para oferecer suporte às vítimas e seus familiares:
“Em memória das vítimas, e em respeito aos sobreviventes, familiares e amigos, prestamos nossas mais sinceras condolências. Informamos que, neste momento, a empresa está direcionando todos os seus recursos para o auxílio, apoio e orientação de todos os envolvidos.”— G Ramos Transportes, empresa responsável pelo ônibus
Esdraz Luiz, aposentado e pai de Lívia, uma das vítimas fatais, vivenciou um sofrimento de seis horas em busca de notícias sobre sua filha. Somente após as 5h00 (GMT-3) do dia 21 de fevereiro, depois de se deslocar para várias unidades de saúde em Nuporanga e São Joaquim da Barra, além de realizar diversos telefonemas, ele foi informado sobre a morte de Lívia. À Folha de S.Paulo, ele expressou a dor que estava sentindo:
“Nosso coração está doendo demais. Muita tristeza. Imagino os pais dos outros alunos também, que devem estar sofrendo muito [...] Uma filha exemplar, não tenho nada o que reclamar dela.”— Esdraz Luiz, pai de uma das vítimas
Ao g1, Esdraz compartilhou o desgosto da situação:
“Estou arrasado, despedaçado. Corremos no hospital de Nuporanga e falaram que ela tinha sido levada para São Joaquim. Fomos até lá e não havia nenhuma informação, ligamos para outros hospitais e também não encontramos nada. Ficamos apreensivos até de madrugada.”— Esdraz Luiz, pai de uma das vítimas
A amiga de João Pedro de Oliveira Reis, estudante de arquitetura e urbanismo na Unifran, fez uma linda homenagem ao amigo, relembrando com emoção os momentos que viveram juntos:
“Eu ainda não consigo entender tudo que aconteceu, talvez entenda algum dia ou não entenda, mas sua memória permanece viva em meu coração. Eu ainda me lembro do dia em que nos conhecemos, da primeira vez que rimos juntos, das nossas conversas intermináveis sobre vida, sonhos, nossas aventuras. Você não era apenas um amigo, era um irmão, um confidente, um parceiro de vida. [...] Você era uma pessoa simpática, sonhadora, alegre e sempre fazia de tudo para me ver bem, afinal você era o João Reis. Sua partida deixou um vazio irreparável, um vazio que não pode ser preenchido. Mas mesmo na dor da perda, eu me sinto grata por ter tido a oportunidade de compartilhar minha vida com você. [...] Descanse em paz, meu bem. Você sempre será lembrado e amado por todos que te conheceram. Eu te amo além dessa vida. Cuida de mim aí de cima.”— Duda Ferrari, amiga de uma das vítimas
João Vitor Assunção Titara, de 18 anos, era amigo de três das vítimas fatais do acidente: Hugo dos Santos Aliberte Dias, de 19 anos, Pedro Henrique Saraiva, de 17 anos, e Otávio Oliveira, de 18. Ele expressou sua tristeza ao recordar os momentos que passou com os jovens:
“Conhecia o Hugo, que era um colega meu, já jogou bola comigo, o Pedro e o Otávio também, que era um 'moleque' muito bom, estudei com ele quando eu era muito pequenininho.”— João Vitor Assunção Titara, amigo de algumas vítimas
Francieli Ribeiro, auxiliar de dentista e vizinha de Hugo, também comentou sobre sua relação com ele:
“Ele é meu vizinho, trabalhei com a avó dele.”— Francieli Ribeiro, vizinha de uma das vítimas
Cássia Felizardo, educadora e mãe de Caio Felizardo da Silva, uma das vítimas do acidente, relembrou as últimas palavras ditas pelo filho antes de sair de casa:
“Essas foram as últimas palavras dele ontem. Ele tinha os planos dele, esse ano ele disse pra mim 'esse ano eu não vou gastar dinheiro, só vou no João Rock'. Era corintiano roxo, gostava muito da vida, dos irmãos, do pai, da outra mãe dele. Era um menino muito de bem com a vida.”— Cássia Felizardo, mãe de uma das vítimas